# カメリアの瞳
「カメリアの瞳」（カメリアのめ）は、中野愛子の2枚目のシングル。2011年5月11日にFlyingDogから発売された。

## 概要
前作「フレンズ」から約1年ぶりのリリースで、初のオリジナルシングルとなる2011年1作目のシングル。表題曲「カメリアの瞳」は、テレビアニメ『緋弾のアリア』のエンディングテーマとして使用された。

## 収録曲
（全作詞・作曲：中野愛子、編曲：河野陽吾）
1. カメリアの瞳 [4:11]
  - テレビアニメ『緋弾のアリア』エンディングテーマ
  - ロック調の楽曲で[1]、当初はバラード系の曲も書いたが、野崎圭一がオープニング同様にアップテンポにするよう依頼した[2]。

レコーディングでは中野があまりにも漫然とレコーディングに取り組んでいたため、スタッフから色々な事に挑戦して構わないという事を言われた[2]。
2. Deep Forest. [5:27]
歌詞は矛盾や怖さの先に自分を見失わないといった希望が表現されており、レコーディグでも本楽曲と同様のテンションで臨んだ[2]。
3. カメリアの瞳（without vocal）
4. Deep Forest.（without vocal）